# 유속계

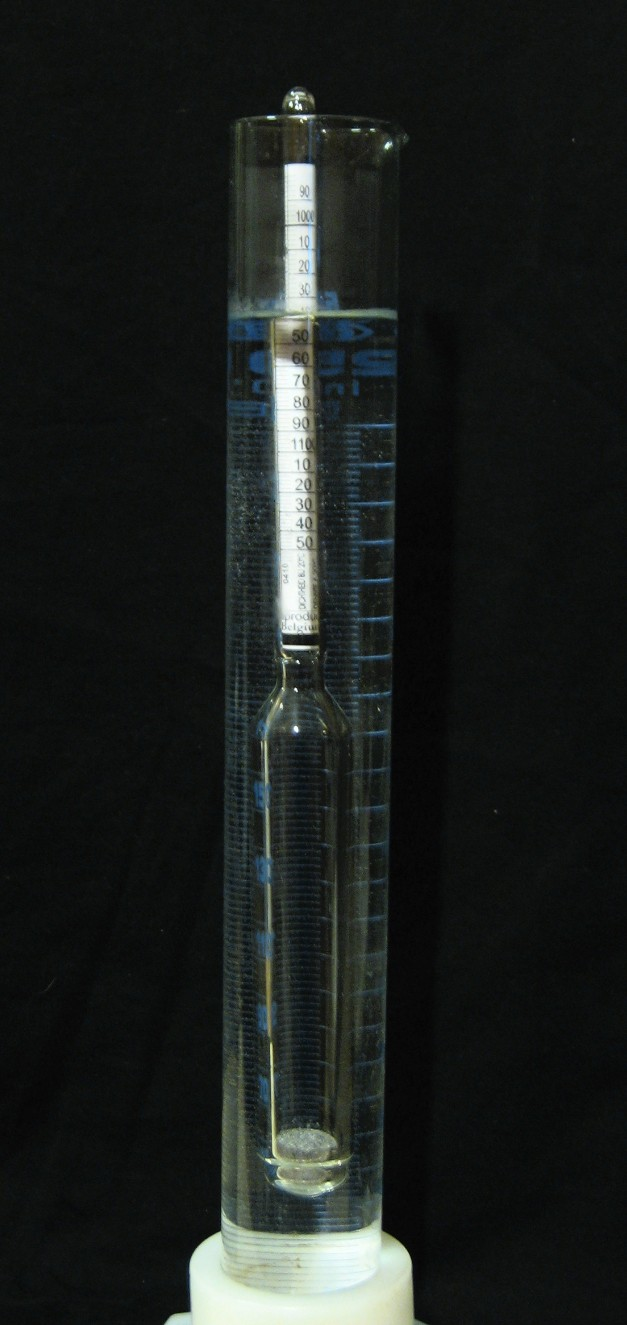

유속계(流速計)는 강물이나 바닷물 등 액체의 속도를 재는 기계이다.
유속계에는 크게 두 가지가 있는데, 하나는 고정된 지점에서 유속을 측정하는 오일러식 유속계이고, 다른 하나는 부유하는 부표, 해류병 등을 이용하여 이동식으로 측정하는 라그랑지식 유속계이다.

## 같이 보기
- 농도계
- 습도계